# البحاري
البِحَارِي حي من احياء محافظة القطيف، في المنطقة الشرقية من المملكة العربية السعودية. تقع البحاري على الطريق العام المؤدي إلى العوامية وصفوى وكانت سابقاً واقعةً جنوب حاضرة القطيف القلعة. تبعد البحاري حوالي 3 كيلومترات عن مركز مدينة القطيف، إلا أن امتداد عمرانها أدَّى إلى تقليص المسافة. تحوي البحاري عدداً من العيون الجارية المشهورة، كالرواسية، وحمام أبو لوزة، والحباكة، والقصاري.

## التسمية
تعود تسميتها بسبب قربها من البحر واشتغال سكانها بالعمل فيه، ويُسمَّون محليَّاً البحَّارين. بينما يرى آخرون أن سبب التسمية يرجع نسبةً إلى الفقيه عبد الله الشيخ علي البحاري القطيفي.

## التاريخ
البِحَارِي يرجع تاريخها إلى عام 1100 هـ. زارها المستشرق الإنجليزي لوريمر ووصفها في كتابه: أنها قرية مسوَّرة تتكون من 100 منزل وتوجد بعض الأكواخ خارج سور القرية. بعض سكان هذه الأكواخ يملكون منازل من الطين والحجر، ويعمل سكان القرية في زراعة النخيل وصيد الأسماك.
كانت القرية قديمًا محاطة بسور له بوابتان البوابة الأولى في جهة الجنوب الشرقي وتعرف بالبوابة الشرقية الجنوبية نسبة إلى الجهة التي تقع فيها، والبوابة الثانية في الجهة الشمالية وتعرف بالبوابة الشمالية نسبة إلى الجهة التي تقع فيها.
وبالسور الذي يحيط بالبوابتين ثلاثة أبراج مراقبة البرج الأول في الجهة الجنوبية، والبرج الثاني في الجهة الجنوبية أيضًا يبعد عن الأول بمسافة عشرين مترًا والبرج الثالث في الجهة الشمالية.

## الأحياء والمناطق
القرية تتكون من ثلاثة أحياء الأول يُعرف بحي «البراحة» وهو المكان الواسع يتجمع فيه كبار القرية في المناسبات وأيام الجمع، ويقع داخل القرية، وهو عبارة عن المؤسسة التي تدير شؤون القرية وتشرف على الأمور فيها. أما الحي الثاني فهو حي «الجبلة» وسمي بذلك لأن أرضه كانت جبلية وقاسية، وكان في بداية تكوينه عبارة عن «فدية» حيث يقدم الفلاحون إلى هذا الحي لعمل «السلوق»، حيث يضعونه في قدر كبير ثم يتركونه لكي يغلي على النار ثم يضعونه على «السمسم» وينشرونه على الأرض في أغلب المساحة، وبعد أن يجف يقوم الفلاحون ببيعه على التجار الهنود والبحرينيون والإيرانيون عن طريق ميناء القطيف.
ويوجد بهذا الحي سوق لعرض المنتجات اليومية الضرورية مثل الخضروات واللحوم والأسماك ومنتجات المزارع من الألبان واللحوم والأجبان، ولازالت هذه السوق موجودة حتى الآن تعرف بسوق الجبلة.
أما الحي الثالث فيعرف بحي «الصيران» وسبب التسمية يرجع إلى أن إحدى العوائل التي كانت تسكن في القديح تقوم بجلب الطين والحجر البحري المستخرج من الشواطئ الضحلة للخليج العربي، ويتم تحويل الطين الطري من مادته الطبيعية إلى مادة صلبة بعد جمعه أكوام بشكل هرمي على قطع من جذوع النخيل ويسمى «صار»، وبعد حرقه في حفرة يدق ويكون جاهزًا للاستعمال.
والمكان الذي يستخدم لحرق هي عبارة عن أفران ضخمة تعرف محليًّا بـِ (الصيران) ولهذا عرف هذا الحي بهذا الاسم.
ويُذكر أيضًا أن قرية البحاري من الأماكن التي أشتهر أبناؤها بصنعة الجص، وأن أبناء قرية البحاري يمارسون صناعة الجص في قريتهم حتى عام 1350 هـ وقد اندثرت هذه المهنة من القرية ومن بقِيَّة قرى القطيف.

## التركيبة السكانية
كان ممن سكن القرية في بداية إنشاء القرية في القرن الثاني عشر الهجري، الشيخ عبد الله بن علي بن حسين بن درويش بن محمد بن علي البحاري الخريفي الخطي. وكان من أهل الحريف، فلما غزوها البدو انتقلوا إلى البحاري وسكنوا فيها. و«الحريف» قريه تقع إلى الشمال من مدينة القطيف وعلى بعد ستة كيلو مترات من القلعة حاضرة القطيف وعلى مقربة من موقع الحريف من الجنوب الغربي تقع بلدة القديح وقرية البحاري. 
تُعرف عائلة الشيخ عبد الله يعرفون ببيت «العوى». والعوى هو نوع من الثعالب ويســمى (الواوي) نسبة إلى صوته، وهو يشبه الكلاب والثعالب معاً. بينما يُعتقد أن هذه القبيلة كانت تسمى قبلاً بآل درويش، وكانت تسكن البحرين. وفي أواخر القرن الثاني عشر الهجري نزح جدهم الشيخ عبد الله بن حسين ابن درويش وعائلته إلى القطيف واستقر في بستان البشري الموجود جنوب بلدة القديح غربي قرية البحاري.
تتكون القرية من قسمين رئيسين من السكان: سكان قرية الحريف الواقعة شمال مدينة القطيف، وعلى بعد ستة كيلومترات من القلعة حاضرة القطيف، ومن سكان بلدة البشاري، والبشاري بستان موجود حاليا جنوب بلدة القديح غرب قرية البحاري، وأغلب أهالي القرية يرجعون إلى أصول من البحرين والعراق وقطر كونوا جماعات وسكنوا فيها.

## المياه الجوفية
1. حمام أبو لوزة: مياهه معدنية وهو الحمام الأثري الوحيد. يرجع إلى العهد العثماني. ويتكون مبناه من قبة كبيرة تغطي النبع الخاص بستحمام الرجال. ولها مدخل لغرفة مستطيلة بنية في جوانبها مصاطب لنزع الملابس. وفي الجانب الشمالي مباشرةً يقع حمام للنساء وهو عبارة عن بركة مستطيلة بالنبع ويتألف من غرفتان. وبجانبه من الشرق أصطبل للخيل والحمير التي كانت وسائل النقل في ذالك العهد وإلى جوار القبة من الغرب مسجد لاداء الصلاة.[2]
2. عين الخباقة: تقع على بعد عشرون متر اً تقريباً إلى الشرق من حمام أبو لوزة مخصصة لرجال وإلى جوارها من الشرق حي صغير مؤلف من الأكواخ يسمى فريق الخباكة.[2]
3. القصاري: مخصصة للنساء فقط. تقع إلى الغرب من حمام أبو لوزة على بعد مائة متر.
4. الرواسية: مخصصة للرجال، وتقع على بعد خمسمائة متر من المقبرة غرب على الطريق المؤذي إلى قرية الاوجام.[2]

## المساجد
توجد في قرية البحاري 3 مساجد بارزة هي:
1. مسجد الشرائع: وكان يقع في جنوب القرية وسمي بذلك لأنه مورد ماء يستقي منه الرجال والنساء، ويأتي الماء عن طريق عين الرواسية حيث يكون الماء عذباً وصافياً، ولكن هذا المسجد أزيل عند إنشاء شارع للقرية لتتصل بقرية القديح وأنشئ هذا المسجد في مكان أخر بنفس القرية.
2. مسجد الدخلاني: وسمي بهذا الاسم لأنه يقع داخل القرية، والاسم الحقيقي له هو مسجد الشيخ إبراهيم عرفات.
3. مسجد شيخ عزيز: ويقع في الطرف الشمالي الغربي من القرية وينسب إلى الشيخ محمد بن الشيخ أبو عزيز الخطي الذي شاعراً وفقيهاً دينياً. يقع هذا المسجد في الطرف الشمالي الغربي من القرية، ولايزال موجوداً حتى الآن، وفي عام 1402هـ رُمِّمَ وبنيت له مئذنة.